# 貝里斯勒韋什蒂鄉
45°15′N 24°25′E / 45.250°N 24.417°E
貝里斯勒韋什蒂鄉（羅馬尼亞語：Comuna Berislăvești, Vâlcea），是羅馬尼亞的鄉份，位於該國西南部，由沃爾恰縣負責管轄，面積67平方公里，海拔高度419米，2002年人口3,000，人口密度每平方公里45人。